# Mimulus gracilis
Mimulus gracilis är en gyckelblomsväxtart som beskrevs av Robert Brown. Mimulus gracilis ingår i släktet gyckelblommor, och familjen gyckelblomsväxter. Inga underarter finns listade i Catalogue of Life.